# Église San Biagio degli Armeni
L'église San Biagio degli Armeni (en français : Saint-Blaise-des-Arméniens) est une église de Rome située via Giulia, dans le quartier (rione) Ponte, près du palais Sacchetti.

## Histoire
Le bâtiment date du XIe siècle et a été rénové à plusieurs reprises, notamment dans la première moitié du XVIe et au  XVIIIe siècle. Aujourd'hui, c'est l'église de la congrégation romaine de l'Église catholique arménienne.
L'église est aussi appelée San Biagio della Pagnotta (Saint Blaise du pain), en raison de la tradition de donner le 3 février du pain bénit aux fidèles, surtout aux pauvres.

## Architecture et ornementations
La façade actuelle de l'église est l'œuvre de Giovanni Antonio Perfetti, qui a rénové l'édifice au XVIIIe siècle. Une fresque représentant saint Blaise effectuant un miracle est située vers le sommet de la façade.
L'intérieur, renouvelé par Philip Navone dans la première partie du XIXe siècle, abrite les reliques de la gorge de saint Blaise, ainsi qu'une fresque des anges en adoration du Sacrement par Pierre de Cortone, et une représentation de Notre-Dame-de-Grâce datant de 1671.